# Flat

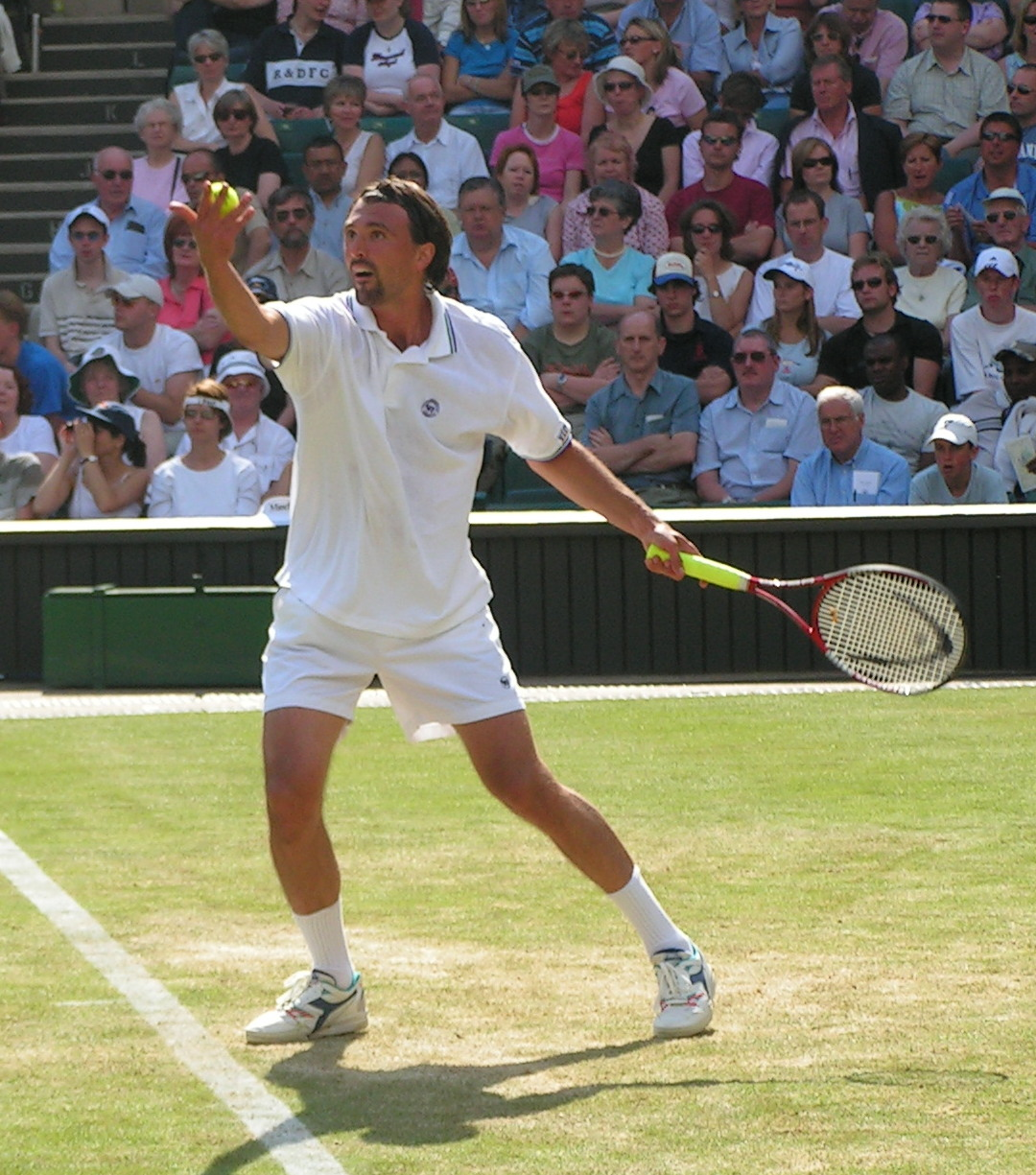
Goran Ivanišević prepara-se para servir em Wimbledon em 2004. Ivanišević é considerado um dos maiores sacadores da história do tênis.

Um tiro plano no tênis é feito golpeando a bola em um nível neutro. Ao contrário do backspin e topspin a bola é atingida com um golpe no nível neutro. Este efeito é criado pela condução através da bola para empurrá-la para frente, em vez de puxar para cima ou para baixo nas costas, criando rotação. O tiro é comumente usado para o poder e ajuda a acelerar o ritmo da bola durante o jogo.

## Usos do Flat
O Flat têm muitas aplicações no tênis, particularmente no saque.
O Serviço chapado é mais usado para um primeiro saque, devido à sua velocidade e pouco espaço para erros. A maior parte dos serviços planos voam direto no ar e saltam relativamente baixo em comparação com outros tipos de saques. Eles são caracterizados por sua velocidade e posicionamento. Um bom saque deve ser direcionado ao longo do centro da quadra, onde a rede é menor, a fim de maximizar as chances de pouso do saque. Embora a colocação deste saque seja geralmente a mesma, sua velocidade na chegada é freqüentemente usada para gerar ases ou vencedores de serviço. Muitos jogadores profissionais utilizam saques planos fortes, como Robin Söderling e Andy Roddick.

## Vantagens do Flat
- Força, poder, velocidade
- Bom para enganar oponentes que esperam outros tipos de golpe

## Desvantagens do Flat
- Menor margem de erro
- Pouco ou nenhum giro
- Dá pouco tempo para o jogador fazer a configuração
- Requer técnica
- Requer uma certa habilidade para acertar com força

## Alguns dos jogadores notáveis que geralmente usam groundstrokes planas
- Chris Evert
- Serena Williams (Embora ela atualmente empregue mais variedade de giros em seus tiros, no começo de sua carreira ela era uma mestre em achatar seus tiros e ainda está perto do topo quando se trata dessa habilidade)
- Maria Sharapova
- Venus Williams
- Petra Kvitová
- Andy Roddick
- Fernando González
- Ivo Karlović
- James Blake
- Jimmy Connors
- Miloslav Mečíř
- Nikolay Davydenko
- Robin Söderling
- Andy Murray
- Tomáš Berdych
- Lukáš Rosol
- Roger Federer (Mais ainda no início de sua carreira, possuía a notável capacidade de achatar suas jogadas com extrema precisão. Perto desse ponto em sua carreira, ele bate com o spin com muito mais frequência)
- Karolina Pliskova